# Matrimoniopatologie
Matrimoniopatologie je věda o závadách a poruchách soužití v manželství.
Tímto oborem se opravdu vědecky  zabýval první zejména matrimoniolog Miroslav Plzák, který sepsal první vysokoškolskou učebnici na toto téma na světě nazvanou Poruchy manželského soužití (Státní pedagogické nakladatelství … univerzitní a univerzální Úvod do MatrimonioPatologie ...) a dále také naučnou publikaci Poznání a léčba manželského soužití (ve vydavatelství zdravotnické literatury Avicenum …).
Tento obor se zabývá zejména příčinami konfliktů v manželském soužití (tj. při (ne)součinnosti manželů) včetně jejich systematické klasifikace plus možnostmi prevence a terapie těchto poruch. Zaměřuje se též na dynamiku a typologii manželství, různé typy jeho poruch a zvláštní dispozice osobností ke konfliktnímu manželství. Zabývá se rovněž poruchami manželství způsobenými mimomanželskými zásahy (extramatrimoniální (nemanželský) vztah, bydlení u rodičů manželů a další) a možnostmi jejich řešení.